# 因德彭登斯 (印地安納州)
因德彭登斯（英語：Independence）是位於美國印地安納州沃倫縣的一個非建制地區。

## 地理
因德彭登斯所處的海拔為高於海平面171米（即561英呎），而該地所採用的時區為UTC-5，即北美東部時區（EST）。同時該地設有夏令時間，為UTC-5調快一小時，即UTC-4（EDT）。